# Gao Jianfu
Gao Jianfu (chinesisch 高劍父 / 高剑父, Pinyin Gāo Jiànfù, Jyutping Gou Gim3fu6; geb. 12. Oktober 1879 im hist. Kreis Panyu, Kaiserreich China; gest. 22. Juni 1951) war ein chinesischer Maler während der ersten Hälfte des 20. Jahrhunderts. Er ist für seine Arbeit im Rahmen der Lingnan-Schule bekannt. Er leistete einen Beitrag zur Modernisierung der traditionellen chinesischen Kunst. Zusammen mit seinem Bruder Gao Qifeng und seinem Freund Chen Shuren führte Gao Jianfu den Nihonga-Malstil in China ein.

## Leben
Als Dreizehnjähriger kam Gao Jianfu ins Studio des Künstlers Ju Lian, wo er die folgenden sieben Jahre seines Lebens verbrachte und als Lehrling arbeitete. Während dieser Zeit war sein Stil stark an dem seines Meisters orientiert: Er verwendete helle und bunte Farben, die Gemälde waren tendenziell realistisch, größtenteils bildeten sie Vögel, Blumen oder Landschaften ab. Unter Ju Lian lernte Gao Jianfu Chen Shuren kennen, welcher ihn später bei der Etablierung eines neuen Kunststils unterstützte.
1903 begann Gao Jianfu seine Arbeit unter dem Maler und Sammler Wu Deyi. Von diesem lernte er viel über die Werke und den traditionellen chinesischen Stil.
Gao Jianfu studierte ab 1898 vier Jahre lang Kunst in Japan. Daraufhin begründete er zusammen mit seinem Bruder und Chen die Bewegung des „neuen nationalen Malens“. Diese Gemeinschaft bildete die Grundlage des späteren Lingnan-Stils in Guangzhou, welcher Eigenschaften des europäischen und japanischen Malstils aufwies.

## Malstil

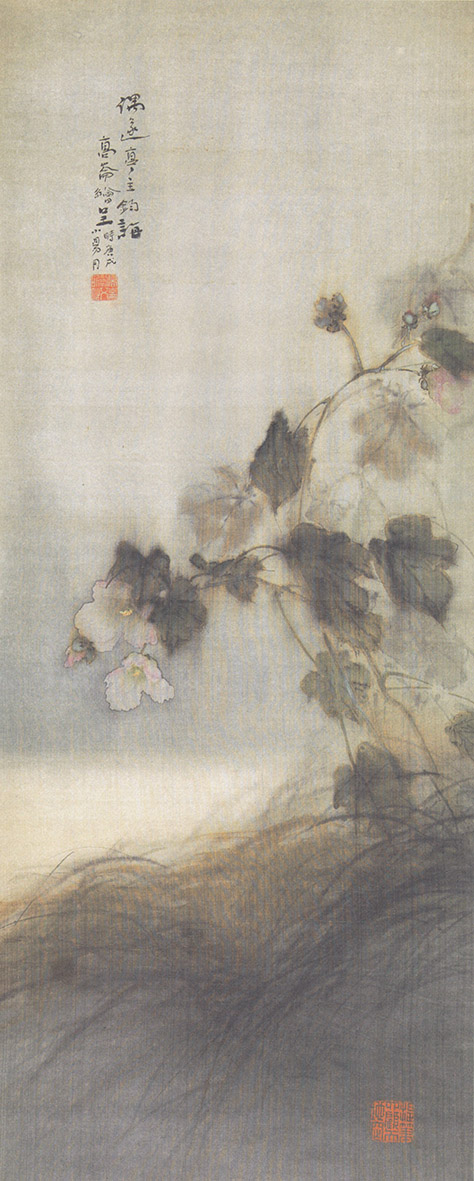
Gao Jianfu. Hibiskus nach dem Regen. 1910. Hong Kong Museum of Art

Der japanische Malstil, an welchem sich Gao Jianfu stark orientierte, bezog westliche Elemente in seine Gemälde mit ein. Dies war so vor allem zu Zeiten von Okakura Kakuzō, dem Gründer der Akademie der feinen Künste in Tokio.
Jianfu sagte einmal: „I think we should not only take in elements of Western painting. If there are good points in Indian painting, Egyptian painting, Persian painting, or masterpieces of other countries, we should embrace all of them too, as nourishment for Chinese painting.“ („Ich denke, wir sollten nicht nur Elemente der westlichen Kunst aufnehmen. Wenn es gute Anhaltspunkte in der indischen Malerei, der ägyptischen, persischen Malerei oder Meisterstücke aus anderen Ländern gibt, sollten wir alle die aufnehmen, als Nährboden für die chinesische Kunst.“).
Während Jianfus Zeit in Japan war seine Kunst nur wenig von westlicher Kunst beeinflusst. Er reflektierte hauptsächlich die Werke japanischer Nihonga-Maler, wie Kano Hogai oder Takeuchi Seiho. Auch zeigten seine Gemälde nach wie vor größtenteils Blumen, Pflanzen oder Gras.
In den zwanziger Jahren tauchten in Jianfus Gemälden immer mehr Elemente eines aus westlicher Kunst abgeleiteten Realismus auf, welche mithilfe traditioneller chinesischer Techniken, wie beispielsweise chinesischer Tinte, dargestellt wurden. Auch stellte er nunmehr anstatt Blumen, Vögeln und Landschaften mehr zeitgenössische Elemente des westlichen Realismus, wie beispielsweise Flugzeuge dar.
1927 profilierte sich Gao Jianfu politisch durch eine neue Ausstellung in Guangzhou. Er veröffentlichte eine Serie von Flugzeuggemälden zusammen mit dem Slogan „Aviation to Save the Country“ („Luftfahrt um das Land zu retten“). Dieser Slogan wurde politisch vom chinesischen Revolutionär und Politiker Sun Yat-sen verwendet und ist beispielsweise in Gao Jianfus Gemälde Luftverteidigung zu sehen.
Die Zeit des Zweiten Weltkrieges verbrachte Jianfu in Macau, wo er u. a. einen menschlichen Totenschädel auf einer Wiese malte. Das Gemälde trug den Titel Totenkopf welcher über das Schicksal einer Nation weint.